# سوتشيز
سوتشيز (بالفرنسية: Souchez)‏ هي بلدية تقع في إقليم باد كاليه من منطقة نور با دو كاليه في شمال فرنسا. تبلغ مساحة هذه المدينة 6.75 (كم²)، وترتفع عن سطح البحر 97 م، يبلغ عدد سكانها 2337 نسمة حسب إحصاء المعهد الوطني للإحصاء والدراسات الاقتصادية سنة 2009 م. وترأس جان ماري أليكساندر البلدية خلال فترة (2008-2014).

## أعلام
- جان ماري أليكساندر